# Бушо
Бушо (фр. Bouchaud) насеље је и општина у централној Француској у региону Оверња, у департману Алије која припада префектури Виши.
По подацима из 2011. године у општини је живело 206 становника, а густина насељености је износила 9,14 становника/km². Општина се простире на површини од 22,55 km². Налази се на средњој надморској висини од 300 метара (максималној 332 m, а минималној 269 m).

## Демографија
| 1962. | 1968. | 1975. | 1982. | 1990. | 1999. | 2011. |
| ----- | ----- | ----- | ----- | ----- | ----- | ----- |
| 344   | 377   | 341   | 277   | 253   | 222   | 206   |

График промене броја становника у току последњих година